# Casa Ribot (Girona)
La Casa Ribot és un edifici del municipi de Girona que forma part de l'Inventari del Patrimoni Arquitectònic de Catalunya.

## Descripció
És un edifici de planta rectangular, entre mitgeres, estructurat en tres crugies, resultat de la remodelació efectuada en un edifici anterior. El sostres de la planta baixa són amb volta. Cal destacar el pati d'accés cobert, amb una escala noble d'accés al pis. La façana principal presenta un interessant esgrafiat marcant franges en diagonal amb elements florals. La decoració amb esgrafiats de la façana és deguda al decorador gironí Josep Mª Busquets i al seu germà Lluís, que la realitzaren l'any 1932-1933.